# Ignacio Aguirregoicoa
Ignacio Aguirregoicoa Benito (Placencia de las Armas, 1923 - Mustvee, 9 de marzo de 1944) fue un piloto y militar español que fue uno de los Niños de Rusia y luchó las Fuerzas Aéreas Soviéticas en la Segunda Guerra Mundial. Participó en la batalla de Leningrado y en marzo de 1944 su avión fue derribado sobre Mustvee, sobreviviendo al accidente pero tiroteado por las omakaitse.

## Biografía
Nació en 1923 en la ciudad de Placencia de las Armas, cerca de Éibar. Sus padres fueron asesinados por los falangistas españoles durante la guerra civil española, ya que tanto su padre como su hermano participaron en la guerra en el bando republicano. En 1937, Ignacio fue evacuado junto con otros niños a la Unión Soviética (uno de los conocidos Niños de Rusia), criándose en un orfanato en Kiev. 
Ha sido miembro del Komsomol desde 1939 y completó ocho grados de escuela. En 1943, se graduó de la Escuela Superior de Pilotos de Borisoglebsk con el rango de teniente subalterno. Sirvió en el frente de la Segunda Guerra Mundial desde el 10 de julio de 1943 en el 159.º Regimiento de Aviación de Caza como piloto, volando un Lavochkin La-5. Durante sus vuelos, Aguirregoicoa participó en misiones de ataque contra tropas enemigas, escoltando bombarderos, proporcionando cobertura aérea, reconocimiento y combate aéreo. Según los recuerdos de sus compañeros soldados, a Ignacio le gustaba tocar la guitarra y cantar en su tiempo libre. Hasta el 19 de febrero de 1944, había realizado 30 salidas de combate exitosas. Durante los ataques, destruyó un tren enemigo compuesto por 30 vagones, 5 tanques y una locomotora, 10 vehículos con tropas y carga, y hasta 70 soldados enemigos.
El 9 de marzo de 1944, Ignacio Aguirregoicoa despegó del aeródromo de Gdov (óblast de Pskov) para llevar a cabo una misión de vuelo. Según testigos presenciales de aquellos sucesos, el avión de Aguirre sobrevoló Mustvee en dirección a la aldea de Lohusuu y luego desapareció. Resultó que el avión fue derribado sobre Mustvee por cañones antiaéreos alemanes y se estrelló en el hielo del lago Peipus. Aguirregoicoa salió del avión y se enfrentó a un tiroteo con las Fuerzas de Autodefensa de Estonia, que acudieron al lugar del accidente, y resultó herido en una pierna. Como resultado, el piloto se disparó con un revólver para evitar ser capturado.
Su cadaver fue encontrado por habitantes de Lohusuu y enterrado en el cementerio local. En 1973, los restos de Ignacio Aguirregoicoa fueron enterrados nuevamente en una fosa común y sobre la tumba se erigió un monumento con la forma de una niña de bronce. En la década de 1990, la comunidad local de viejos creyentes erigió una cruz ortodoxa frente a él para proteger el monumento.

## Premios
- Orden de la Estrella Roja (23 de febrero de 1944).
- Medalla por la Defensa de Leningrado.[6]

## Homenajes
En 1965, una de las calles más nuevas de Mustvee recibió el nombre de calle Benito Aguirre (Benito Agirre tänav). El nombre se mantiene tras la independencia de Estonia, a pesar de que hubo movimientos por cambiar el nombre de la calle debido la posible participación de Aguirregoicoa en el bombardeo de Tallin, cuya implicación no pudo ser demostrada. En 2024, el Ministerio de Asuntos Regionales de Estonia ordenó que la calle se renombrara en honor al aviador, pasando a llamarse Silla pero sin embargo, el ayuntamiento de Mustvee se opuso a ello.